# Robert Hartmeyer
Heinrich Robert Hermann Hartmeyer (* 19. Mai 1874 in Hamburg; † 13. Oktober 1923 in Freiburg i.Br.) war ein deutscher Zoologe.

## Leben
Hartmeyer besuchte das Wilhelm-Gymnasium in Hamburg, wo er zu Ostern 1892 das Reifezeugnis erhielt. Direkt anschließend studierte er Medizin und Biologie an der Universität Bonn, wo er 1894 Angehöriger des Corps Palatia Bonn wurde. Ab 1895 studierte er an der Universität Leipzig (bei Rudolf Leuckart) und dann an der Universität Breslau (bei Willy Kükenthal). 1898 wurde er in Breslau zum Dr. phil. promoviert.
1899 betrieb er meereszoologische Studien in Messina, Neapel und am Meeresbiologischen Institut Rovigno. 1900 wurde er wissenschaftlicher Hilfsarbeiter. Ab 1908 war er Kustos am Zoologischen Museum der Universität Berlin.

## Schriften
- (Mitarbeit am) Nomenclator animalium generum et subgenerum